# La Masquerade Infernale
La Masquerade Infernale (francuski: "Paklene maškare") drugi je studijski album Arcturusa, norveškog sastava avangardnog metala. Diskografska kuća Music for Nations objavila ga je 27. listopada 1997.

## O albumu
La Masquerade Infernale prvi je Arcturusov album s gitaristom Knutom Magneom Valleom. Album predstavlja prelazak sa sporijeg, atmosferičnijeg black metala na eksperimentalni progresivni/avangardni metal. Tekstovi pjesama govore o kazalištu, Književnosti i Sotoni. Na albumu gostuje i pjevač ICS Vortex, koji se 2005. pridružio skupini. Album je 2003. pnovno objavila diskografska kuća Candlelight Records.

## Popis pjesama
| 1.    | »Master of Disguise«                     | G. Wolf         | G. Wolf, Knut Magne Valle, Steinar Sverd Johnsen | 6:42 |
| 2.    | »Ad Astra«                               | G. Wolf         | G. Wolf, Valle, Johnsen                          | 7:40 |
| 3.    | »The Chaos Path«                         | Simen Hestnæs   | Valle, Johnsen                                   | 5:33 |
| 4.    | »La Masquerade Infernale« (instrumental) |                 | G. Wolf, Valle                                   | 2:00 |
| 5.    | »Alone«                                  | Edgar Allan Poe | Johnsen                                          | 4:39 |
| 6.    | »The Throne of Tragedy«                  | Jørn H. Sværen  | G. Wolf, Valle, Johnsen                          | 6:33 |
| 7.    | »Painting My Horror«                     | G. Wolf         | Johnsen                                          | 5:59 |
| 8.    | »Of Nails and Sinners«                   | G. Wolf         | G. Wolf, Valle, Johnsen                          | 6:06 |
| 45:12 |                                          |                 |                                                  |      |

- Album zapravo traje 46 minuta i 39 sekundi. Prije početka pjesme "Master of Disguise" nalazi se skrivena pjesma.
- Tekst pjesme "Alone" nadahnut je poezijom Edgara Allana Poea.
- Tekst pjesme "The Throne of Tragedy" prijevod je teksta pjesmi "Tragediens Trone" sastava Ulver iz demoalbuma Vargnatt koji također napisao je Jørn H. Sværen.

## Zasluge
| Arcturus - G. Wolf – vokal, elektronika, produkcija, mastering - Knut M. Valle – gitara, produkcija - Steinar Sverd Johnsen – klavijature - Hugh Steven James Mingay – bas-gitara - Jan Axel Von Blomberg – bubnjevi Ostalo osoblje - Børge Finstad – miks - Pål Klåstad – inženjer zvuka (struni) - Gandalf Stryke – produkcija - Marius Bodin – inženjer zvuka (bubnjevi) | Dodatni glazbenici - Svein Haugen – kontrabas - Vegard Johnsen – violina - Dorthe Dreier – viola - Simen Hestnæs – vokal (na pjesmi "The Chaos Path"), prateći vokal (na pjesmama "Master of Disguise" i "Painting My Horror"), tekst (pjesma "Painting My Horror") - Carl August Tidemann – solo gitara (na pjesmama "Ad Astra" i "Of Nails and Sinners") - Hans Josef Groh – violončelo - Idun Felberg – kornet (na pjesmi "Ad Astra") - Erik Olivier Lancelot – flauta (na pjesmi "Ad Astra") |